# Челено
Челѐно (на италиански: Celleno) е село и община в Централна Италия, провинция Витербо, регион Лацио. Разположено е на 407 m надморска височина. Населението на общината е 1362 души (към 2010 г.).